# 북서부 행정구

북서부 행정구의 위치

북서부 행정구 또는 세베로자파드니 행중구(러시아어: Се́веро-За́падный администрати́вный о́круг)는 러시아 모스크바 북서부에 위치한 구로, 면적은 107km2, 인구는 779,965명(2002년 기준)이다. 8개 구를 관할한다.